# VOFAN
VOFAN（ヴォーハン）は、台湾のイラストレーター、漫画家。男性。台南市生まれ。私立中原大学建築学科卒。国立台北芸術大学大学院科技芸術科修士課程修了。本名は戴源亨。
ペンネームの由来がバーチャロンファンを略したものであるため、台湾での一般的な読まれ方はブイオーファンである。
鮮やかな色を操りながら、爽やかな作風を持ち、色彩の明暗を使って独特な光と空気感を描き出す。
1999年頃から『Colorful PUREGIRL』（ビブロス）のイラスト投稿コーナー『純粋少女倶楽部（ピュアガールクラブ）』の投稿者として活動。同年、台湾のコンピューターゲーム『新天使帝國』（大宇情報）でキャラクターデザインを担当。以降、『月刊挑戦者』などでイラスト風のカラー掌編CG漫画を中心に作品を発表する。
2005年、『ファウスト』（講談社）にて「台湾からの光の魔術師」という惹句で日本に紹介され、西尾維新の〈物語〉シリーズ、忘却探偵シリーズのカバーイラストで人気を博す。
単行本は台湾では5冊刊行されているが、日本ではそのうち1冊が同時刊行となっている。

## 略歴
- 2002年 - 6月から月刊誌『Frontier開拓動漫畫情報誌』でコラム「Oh!My Cosplay」の挿絵カットを担当。
- 2004年 - 2月から『週刊FAMITSU電玩通』（中国語版ファミ通）で表紙絵を担当。7月から台湾の雑誌『月刊挑戦者』で、詩と漫画を融合させた『Colorful Dreams』の連載を開始。
- 2005年 - 11月・12月、講談社の文芸誌『ファウスト』で「日光舞踏会」、「陰影舞踏曲」を発表し日本デビュー。

## 作品一覧

### 「彩色詩画」
月刊挑戦者では「彩色詩画」、ファウストでは「カラーイラストーリー」と呼ばれている。
台湾
- Colorful Dreams（月刊挑戦者 2004年7月号 - 2008年1月号、全力出版） - 全37編。一部はインターネットサイトComiComiで読むことができる。

日本
- 日光舞踏会（ファウスト 2005年冬季号Vol.6 SIDE-A、講談社、2005年11月）
- 陰影舞踏曲（ファウスト Vol.6 SIDE-B、講談社、2005年12月）
- 極上のペンギンミサイル! -上好的企鵝飛彈!（コミックファウスト、講談社、2006年6月）
- 1/60.∞ 六十分の一秒、無限遠（ファウスト Vol.7、講談社、2008年8月）
- 距離96公分的世界（季刊GELATIN 2009あき、ワニマガジン社、2009年9月）
- 祈晴師（季刊GELATIN2010ふゆ、ワニマガジン社、2009年12月）
- 櫻華使（季刊GELATIN2010はる、ワニマガジン社、2009年4月）
- 写恋家（季刊GELATIN2010なつ、ワニマガジン社、2009年9月）
- 戴の大冒険EX（ファウストVol.8、講談社、2011年9月）

### イラスト
台湾
- Oh!My Cosplay／カット連載（Frontier開拓動漫畫情報誌 2002年6月号 - 2003年12月号、杜葳文化）
- Frontier開拓動漫畫情報誌／表紙（Frontier開拓動漫畫情報誌 2003年6月号）
- 『週刊FAMITSU電玩通』／表紙絵担当（FAMITSU電玩通 2004年2月27日号 - 隔週で担当中、青文出版）
- Frontier開拓動漫畫情報誌／表紙（Frontier開拓動漫畫情報誌 2004年4月号）
- CG SMART vol.1／表紙（CG SMART vol.1 - 、2006年1月、電繪通、碁峰資訊）
- コーヒー党奇談シリーズ（阿刀田高）／扉絵イラスト（月刊挑戦者 2006年2月号 - 2007年1月号）
- 真理的倒相（余卓軒）／表紙・巻中イラスト（2010年7月 台湾国際角川書店）
- 府城少女小満（小満的府城日誌）／イラストおよびキャラクター設計全般（2016年10月 - 中華民国文化部、台南市政府文化局、台南市府城社区文創発展協会[1]）

日本
- SS／書き下ろしイラスト（SS 2005年12月号 飛鳥新社）
- 〈物語〉シリーズ（西尾維新）／表紙・巻中イラスト・TVアニメエンドカード（講談社）
  - 化物語（2006年11・12月） - 2009年7月、アニメ化された。
  - 傷物語（2008年5月） - 2016年1月、2016年8月、2017年1月に全3部作として劇場用アニメ化された。
  - 偽物語（2008年9月・2009年6月） - 2012年1月、アニメ化された。
  - 猫物語（2010年7月、10月） - 猫物語（黒）が2012年12月、猫物語（白）から恋物語までのセカンドシーズンが2013年7月、アニメ化された。
  - 傾物語（2010年12月）
  - 花物語（2011年3月）
  - 囮物語（2011年6月）
  - 鬼物語（2011年9月）
  - 恋物語（2011年12月）
  - 憑物語（2012年9月） - 2014年12月、アニメ化された。
  - 暦物語（2013年5月）2016年1月、アニメ化された。
  - 終物語（2013年10月・2014年1月、4月） - 2015年10月と2017年8月にアニメ化された。
  - 続・終物語（2014年9月）
  - 愚物語（2015年10月）
  - 業物語（2016年1月）
  - 撫物語（2016年7月）
  - 結物語（2017年1月）
- 俺の妹がこんなに可愛いわけがない（TVアニメ）／12話エンドカード
- 忘却探偵シリーズ（西尾維新）／表紙イラスト（講談社）
  - 掟上今日子の備忘録（2014年10月） - 2015年10月、ドラマ化された。
  - 掟上今日子の推薦文（2015年4月）
  - 掟上今日子の挑戦状（2015年8月）
  - 掟上今日子の遺言書（2015年10月）
  - 掟上今日子の退職願（2015年12月）
  - 掟上今日子の婚姻届（2016年5月）
- 3月のライオン（TVアニメ）／12話エンドカード
- 探偵AIシリーズ （早坂吝）／表紙イラスト（新潮社）
  - 探偵AIのリアル・ディープラーニング（2018年5月）
  - 犯人IAのインテリジェンス・アンプリファー -探偵AI 2-（2019年8月）
  - 四元館の殺人 -探偵AIのリアル・ディープラーニング-（2021年6月）
- 意味が分かると怖い話（藤白圭）（2018年7月）
- S・A・S・H（ファッションブランド）オリジナルコラボキャラクター（2018年9月）
- ぼくが死神に祈る日（2021年5月）

### ゲームキャラクターデザイン
- TRUE REMEMBRANCE 〜記憶のかけら〜（アークシステムワークス）※Win版同作品のリメイク
- 拡散性ミリオンアーサー（スクウェア・エニックス）※キャラクターイラストの一部
- 時と永遠 〜トキトワ〜（バンダイナムコゲームス）※キャラクターデザイン原案
- ラストクロニクル（ホビージャパンのＴＣＧ）※カードイラスト

※以下は日本以外の作品。
- 世美公司（セガの台湾代理店）マスコット （キャラクターデザイン、世美股份有限公司）
- Famitsu Family 三姉妹 （FAMITSU電玩通マスコットキャラクターデザイン）

### 同人時代作品
- 視向結界（カラーイラスト集、2002年、自費出版）
- VOCOCO（カラーイラスト集、2004年、自費出版）

## 著書

### 単行本
台湾で刊行。日本では1冊のみが同時刊行。
- 『Colorful Dreams - 全彩街角浪漫譚』（全力出版、2006年2月14日）ISBN 957-29560-3-5
- 『Colorful Dreams - 全彩街角浪漫譚 2』（全力出版、2007年2月14日）ISBN 978-986-83082-1-3
- 『Colorful Dreams - 全彩街角浪漫譚 3』（全力出版、2009年11月18日） ISBN 978-986-85593-0-1
- 『OTONA FANTASY - VOFAN大人幻想画集』（青文出版、2009年2月8日）ISBN 978-986-209-771-7 - 『週刊FAMITSU電玩通』の表紙絵を集め、書き下ろしを追加したもの
- 『魅(CHARM) VOFAN大人幻想画集2』（青文出版、2012年8月25日）ISBN 978-986-310-318-9
  - 日本版：『魅(CHARM) VOFAN大人幻想画集』 （エンターブレイン、2012年8月9日）ISBN 978-4-04-728238-4